# Distretto di Khemis Miliana
Il distretto di Khemis Miliana è un distretto della provincia di 'Ayn Defla, in Algeria, con capoluogo Khemis Miliana.

## Comuni
I comuni del distretto sono:
- Khemis Miliana
- Sidi Lakhdar